# 聖佩德羅阿揚普克
聖佩德羅阿揚普克是危地馬拉的城鎮，由危地馬拉省負責管轄，位於該國中部，距離首都危地馬拉市25公里，面積113平方公里，海拔高度1,244米，2002年人口44,996。
14°47′N 90°27′W / 14.783°N 90.450°W